# دی زولمهافه
دی زالمهفن (انگلیسی: De Zalmhaven) ساختمان مسکونی ۵۹ طبقه مستقر در شهر روتردام، هلند است، که در سال ۲۰۲۲ احداث گردید.